# Hervormde kerk (Loga)
De Hervormde kerk (Reformierte Kirche) in het Oost-Friese Loga werd in de 13e eeuw gebouwd en diende vroeger als grafkerk voor de familie Van Wedel, een adellijk geslacht uit Sleeswijk-Holstein.

## Geschiedenis
De kerk werd tegen het einde van de 13e eeuw met kloostermoppen als zaalkerk gebouwd. In de 15e eeuw werd het koor met een kruisgewelf aangebouwd, waardoor het kerkschip over de gehele breedte met 5,5, meter naar het oosten werd verlengd. Een steen met het jaartal 1472 boven het noordelijke portaal geeft de vermoedelijke bouwtijd aan. Later werden de rondbogige portalen dichtgemetseld en grote ramen ingebroken.
Tijdens de renovatie in 1966 werden muurnissen blootgelegd, waar voor de reformatie relieken of liturgisch vaatwerk werden bewaard. Onder het koor liet kolonel Erhard von Ehrentreuter van Hofrieth (1596-1664), de bouwer van het naburige kasteel Evenburg, in de 17e eeuw een grafkelder met twee ruimten aanleggen.
Toen in 1839 de oude vrijstaande toren bouwvallig werd, bouwde men als vervanging de zes verdiepingen tellende westelijke toren aan. De vuurtorenachtige, tapstoelopende vorm van de toren doet herinneren aan de klokkentoren van de kerk van Ditzum. De achthoekige spits wordt bekroond met een windwijzer van een vergulde kogel met een ring met een naar boven wijzende pijl.

## Interieur
In de 19e eeuw werd een houten tongewelf ingebouwd, dat tijdens de renovatie in de jaren 1960 echter weer werd verwijderd en vervangen door het oorspronkelijke balkenplafond. Tijdens de restauratie in 1966 werd vastgesteld dat onder de kalklaag de muren van de kerk vroeger waren versierd met 15e-eeuwse scènes uit de lijdensgeschiedenis van Christus. De fresco's zijn niet bewaard gebleven.
Het oudste voorwerp in de kerk is het romaanse doopvont van Bentheimer zandsteen. Het doopvont werd ontdaan van de ornamenten en het voetstuk met de leeuwengestalten. In de 19e eeuw verving men het doopvont door een kleiner doopvont en bracht men het oude doopvont naar buiten waar het een plaats kreeg voor de kerk. Later, in de eerste helft van de 20e eeuw, diende het romaanse doopvont als koelbekken van een smidse totdat het na de Tweede Wereldoorlog werd herontdekt en opnieuw naar de kerk werd overgebracht. De grafzerk van Erhardt von Ehrentreuter bevindt zich voor de rococo kansel, die in 1778 door Joachim Kasper Hessemeiers (Hessenius) van houtsnijwerk met gestileerde wijnranken en een klankbord in de vorm van een kroon werd voorzien. Aan het klankbord is het opschrift Dese Kroon en Predikstoel is gegeven van Geert Carsjens en Aafke Aeyelts Groenevelds Echtelieden aangebracht. De kroonluchter van de kerk werd in 1690 geschonken. Een avondmaalsschaal uit de 18e eeuw werd door Rintzius de Grave vervaardigd.

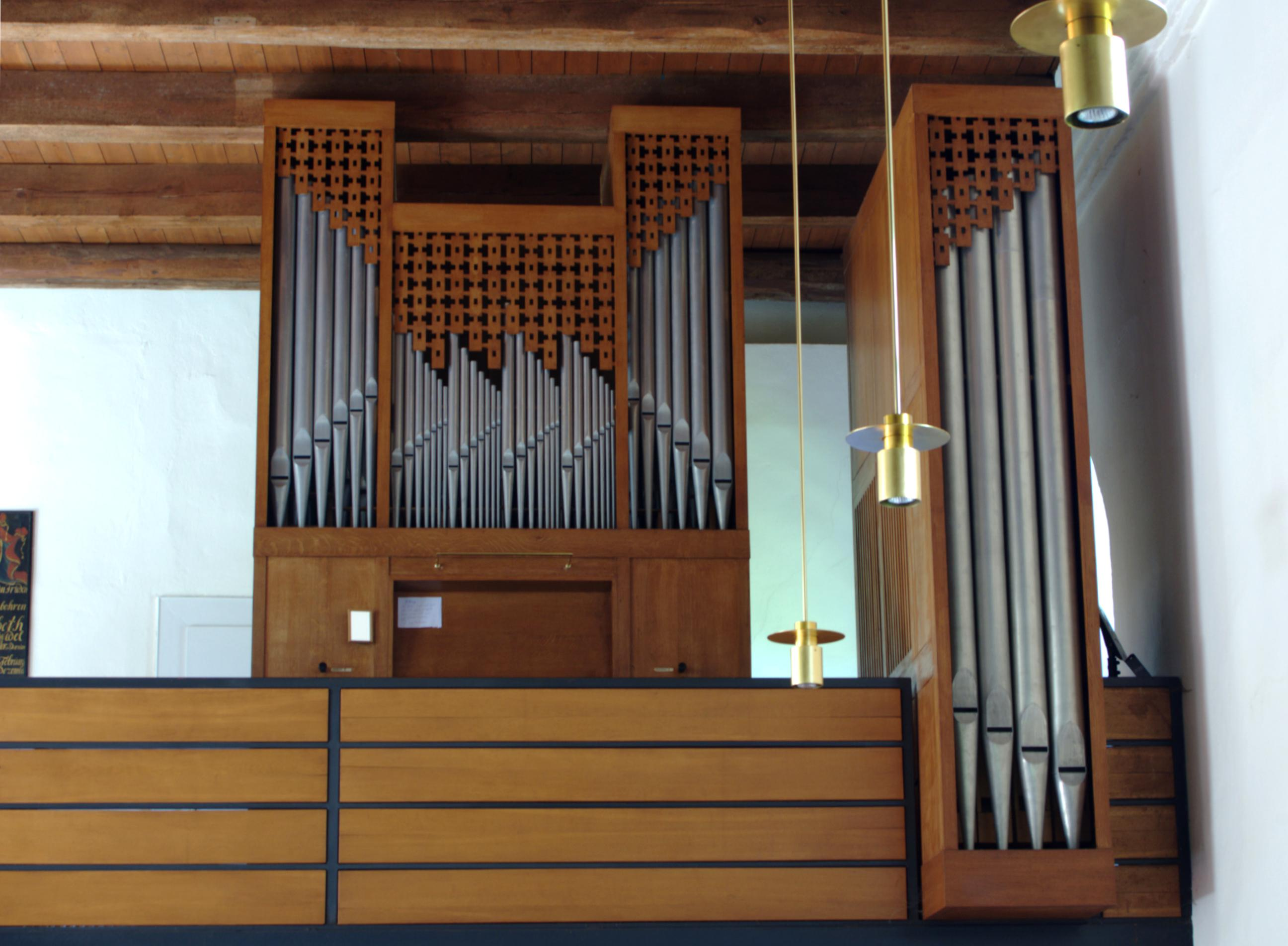
Orgel

## Orgel
Het orgel dateert uit het jaar 1969 en werd door de orgelbouwer Ahrend & Brunzema gebouwd. Het instrument heeft negen registers op één manuaal en pedaal.